# Antiatombewegung in Australien

Orte von Atomwaffentests in Australien

Die Antiatombewegung in Australien kann auf eine jahrelange Entwicklung zurückblicken. Die Nuklearwaffentests, der Uranbergbau und -export Australiens und die zahlreichen Zwischenfälle bei der Nutzung von Kernenergie waren häufig Gegenstand öffentlicher Debatten in Australien. Die Wurzeln dieser Anti-Atom-Bewegung liegen in der Auseinandersetzung über die französischen Kernwaffentests im Pazifik in den Jahren von 1972 bis 1973 und in der Debatte von 1976 bis 1977 über den Uranabbau in Australien.
Einige umweltpolitische Gruppen gründeten sich Mitte der 1970er Jahre nach den atomaren Zwischenfällen in Kernkraftwerken, wie die Movement Against Uranium Mining und Campaign Against Nuclear Energy (CANE), die mit anderen Umweltschutzgruppen kooperierten, wie beispielsweise mit den Friends of the Earth Australia und die Australian Conservation Foundation. Ein Wiederaufleben dieser Bewegung entwickelte sich im Jahr 1983, als die neugewählte Labor-Regierung den Uranabbau – entgegen ihren früheren Versprechungen – nicht stoppte. Als in den späten 1980er Jahren der Preis für Uran fiel und die Kosten für die Atomenergie anstiegen, schien es so, als wäre die Antiatomkraftbewegung erfolgreich gewesen, sodass sich die Organisation CANE 1988 selbst auflöste.
Als die Befürworter der Nutzung atomarer Energie erklärten, dass diese Nutzung einen Teil zur Lösung des Problems der Globalen Erwärmung beitragen könne, zeigte die australische Regierung erneut Interesse an Kernenergie. Gegner und einige Wissenschaftler Australiens wiesen darauf hin, dass Kernenergie in Australien keinesfalls die in ausreichendem Umfang vorhandenen Energiequellen ersetzen kann und dass der Uranabbau selbst eine bedeutende Quelle von Treibhausgasen ist.
Australien betreibt bis heute (2024) kein Kernkraftwerk und baute bislang keine Atomwaffen. Der letzte gescheiterte Versuch, ein Kernkraftwerk – das Kernkraftwerk Jervis Bay – zu bauen, fand im Jahr 1970 statt.
In Australien wird derzeit Uran abgebaut, in den Bergwerken Olympic Dam, Beverley – beide im Norden von South Australia, und in der Ranger-Uran-Mine im Northern Territory. Im April 2009 begann die Erschließung der Honeymoon-Uran-Mine, einer weiteren Uranmine, die sich in South Australia befindet.
Australien betrieb seit 1958 einen Forschungsreaktor vom Typ HITAR und betreibt ab 2007 einen Forschungsreaktor, den Leichtwasserreaktor Open Pool Australian Lightwater Reactor (OPAL) in Lucas Heights, einem Stadtteil von Sydney.
Der seit 2022 regierende Premierminister Anthony Albanese der Australian Labor Party sprach sich dafür aus, dass der seit 1999 herrschende „nuclear ban“ („nukleare Bann“) Australiens aufgehoben werden soll, um bis 2050 den CO2-Ausstoss Australiens auf Null zu senken. Für die Aussage wurde er von national und internationalen Atomkraftgegnern heftig kritisiert. Die vorgegebene CO2-Reduktion bis 2030 für Australien hält er für nicht realisierbar.

## Geschichte

### 1950er und 1960er Jahre

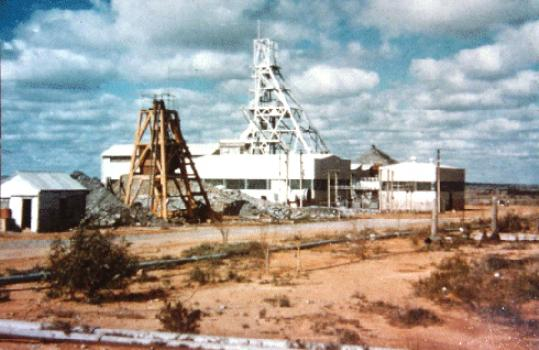
Die älteste australische Uranium-Mine Radium Hill, 1954.

1952 eröffnete die australische Regierung die Rum-Jungle-Uran-Mine, die 85 km südlich von Darwin liegt, die angestammten Aborigines wurden nicht konsultiert und das Minengelände entwickelte sich zu einem ökologischen Debakel. Im Jahr 1952 verabschiedete die konservative Regierung von Robert Menzies, die von der Liberal Party geführt wurde, den Defence (Special Undertakings) Act 1952, der es der Regierung von Großbritannien erlaubte, in entlegenen Gebieten Australiens oberirdische Atomwaffentests durchzuführen. Der erste Atomwaffentest in Australien fand am 15. Oktober 1953 in der Woomera Prohibited Area statt. Weitere Tests wurden in Maralinga auf den Emu Fields in South Australia zwischen den Jahren 1955 und 1963 durchgeführt. Die Wahrheit über die rechtlichen und politischen Auswirkungen sowie die Folgen für die Umwelt und für die Aborigines im Gebiet dieser Testprogramme, kristallisierten sich erst im Verlauf der Zeit heraus. Die Geheimhaltung des britischen Atomtestprogramms und die Abgelegenheit der Testgelände zogen es nach sich, dass das öffentliche Bewusstsein in Australien über die Risiken sehr langsam wuchs.
Als die Bewegung Ban the Bomb (deutsch: „Verbannt die Bombe“) in den westlichen Gesellschaften während der 1950er Jahre entstand, wuchs auch der australische Widerstand gegen die britischen Atomwaffentests an. Eine Meinungsumfrage, die 1957 durchgeführt wurde, zeigte, dass 49 % der australischen Öffentlichkeit gegen diese Tests und nur 39 % dafür waren. 1964 fanden Friedensmärsche mit den Plakaten „Ban the Bomb“ in verschiedenen großen Städten Australiens statt.
1969 wurde die erste australische Kernkraftanlage mit einer Leistung von 500 Megawatt geplant: Das Kernkraftwerk Jervis Bay, auf dem Jervis Bay Territory 200 km südlich von Sydney. Eine lokale Oppositionskampagne bildete sich und das South Coast Trades and Labour Council, das Arbeiter in der Region organisiert, erklärte, dass es sich weigern würde am Reaktorbau mitzuwirken. Umweltstudien und weitere Vorarbeiten über das Gebiet waren fertig gestellt, zwei Angebotseröffnungen erfolgt, die Ausschreibungsunterlagen geprüft und erste Fundamentierungsarbeiten waren abgeschlossen, jedoch entschied sich die australische Regierung 1971, das Projekt aus verschiedenen Überlegungen nicht weiter zu verfolgen, vor allem aus ökonomischen Gründen.

### 1970er Jahre

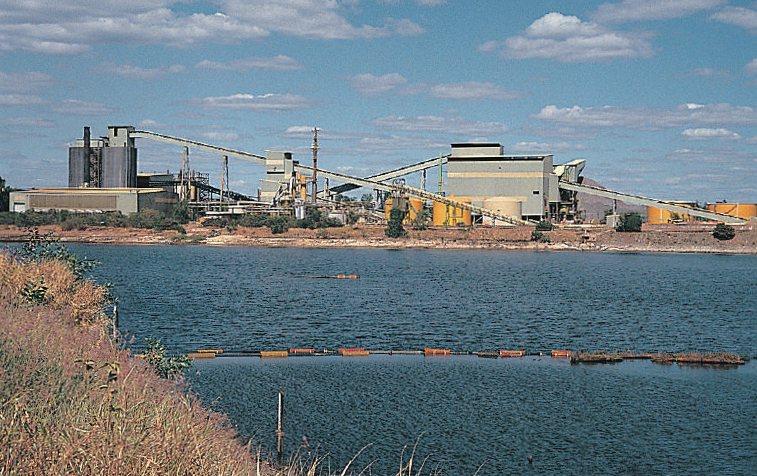
Ranger-Uran-Mine am Kakadu-Nationalpark

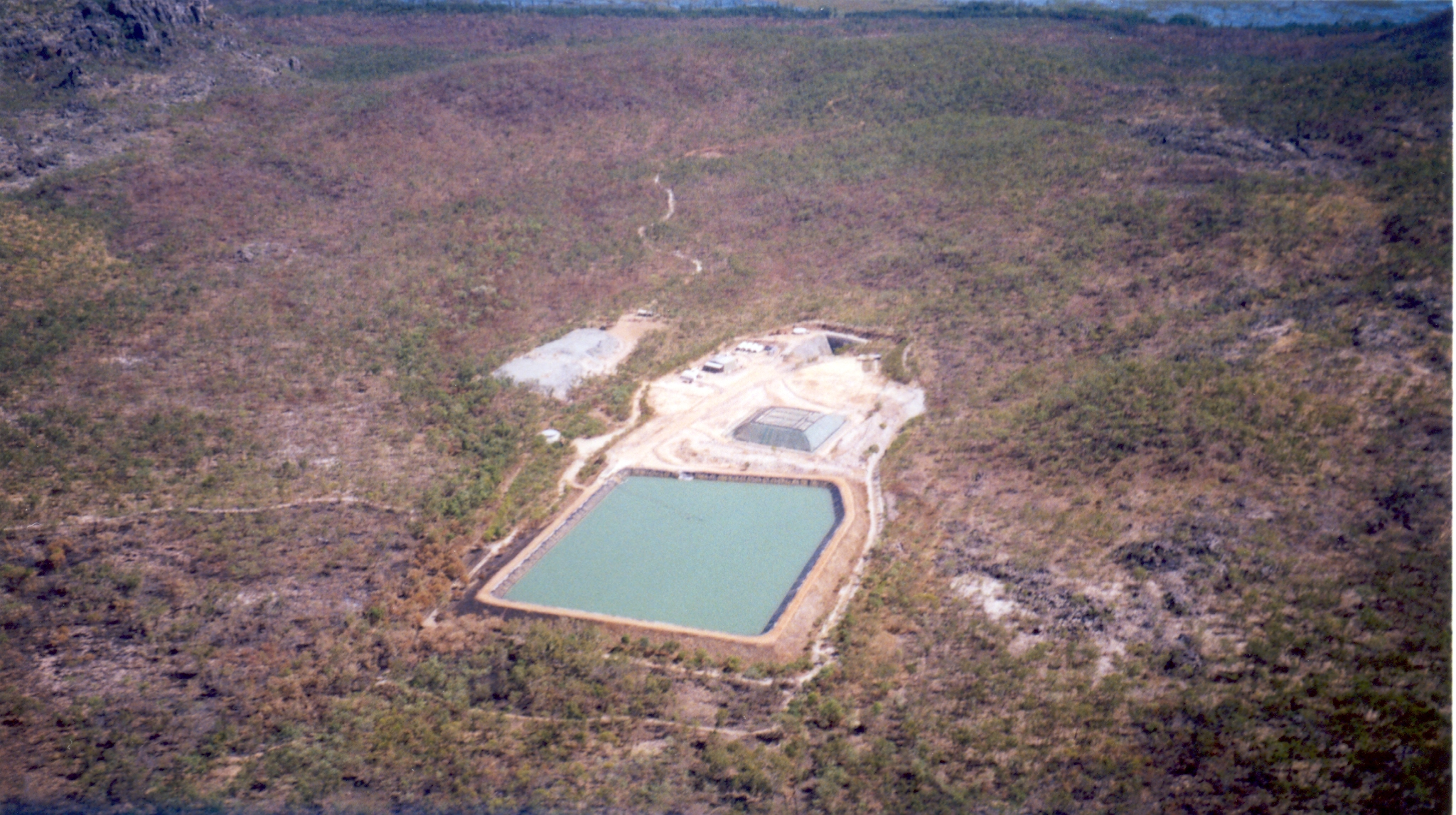
Luftaufnahme der Mine Ranger 3, die in der Umgebung des Kakadu-Nationalparks liegt.

Die politische Auseinandersetzung über die Atombombentests von 1972 bis 1973 Frankreichs im Pazifik mobilisierte einige australische Gruppen und Gewerkschaften. 1972 wurde der International Court of Justice von Australien und Neuseeland wegen der Atomwaffentests Frankreichs auf dem Atoll von Mururoa angerufen. 1974 und 1975 geriet der Uranabbau in Australien in die politische Auseinandersetzung und lokale Gruppen der Friends of the Earth Australia gründeten sich. Die Australian Conservation Foundation begann auch wieder damit, sich zum Uranabbau zu äußern und unterstützte die Aktivisten der Graswurzelbewegung. Die Auswirkungen des Uranabbaus auf die Umwelt und das schlechte Abfall-Management der ersten Uranmine Rum Jungle führten zu umfangreichen Umweltdiskussionen in den 1970er Jahren. Die australische Antiatomkraftbewegung erhielt weitere Dynamik durch Äußerungen verschiedener Persönlichkeiten zur nuklearen Option, wie beispielsweise die Atomwissenschaftler Richard Temple und Rob Robotham sowie die Schriftstellerinnen Dorothy Green und Judith Wright.
Aufgrund eines Berichts von Russell Fox in den Jahren 1976 und 1977 geriet der Uranabbau in den Mittelpunkt öffentlicher politischer Auseinandersetzungen. Einige Umweltschutzgruppen bildeten sich aufgrund von Zwischenfällen in Atomkraftwerken, wie auch die Movement Against Uranium Mining, die 1976 gegründet wurde, als die Campaign Against Nuclear Energy 1976 in South Australia stattfand. Diese Gruppen kooperierten auch mit anderen Umweltschutzgruppen wie den Friends of the Earth Australia und der Australian Conservation Foundation.
Im November und Dezember 1976 marschierten 7.000 Menschen durch australische Städte und protestierten gegen den Uranabbau. Im April 1977 fand die erste nationale Demonstration statt, die von der Organisation Uranium Moratorium koordiniert wurde, und die in Melbourne etwa 15.000 Demonstranten, in Sydney 5.000 und weitere Personen in anderen australischen Städten auf die Straße brachte. In einer bedeutenden nationalen Unterschriftensammlung konnten über 250.000 Unterschriften für ein 5-Jahres-Moratorium gesammelt werden. Im August desselben Jahres demonstrierten 50.000 Personen landesweit und die Opposition zum Uranabbau entwickelte politische Stärke.
Als im Jahr 1977 die Australian Labor Party (ALP) auf einer Nationalkonferenz ein infinitives Moratorium zum Uranabbau favorisierte, entschloss sich die Anti-AKW-Bewegung die ALP bei der kommenden Wahl zu unterstützen. Jedoch kam es zu einem Rückschlag als sich eine weitere ALP-Konferenz für eine „one mine policy“ (deutsch: „Eine-Mine-Politik“) entschied und als die ALP die Wahl 1983 gewann, votierte eine weitere ALP-Konferenz für eine „three mines policy“ (deutsch: „Drei-Minen-Politik“). Diese Entscheidung zog den Erhalt der drei damals betriebenen Uranminen Nabarlek-Uran-Mine, Ranger-Uran-Mine und Olympic Dam nach sich. Dies bedeutete auch den Fortbestand der existierenden Bergbau-Verträge, allerdings war eine Eröffnung neuer Uranminen ausgeschlossen.

### 1980er und 1990er Jahre
Zwischen 1979 und 1984 wurde der Kakadu-Nationalpark, der an der Ranger-Uranmine liegt und eine der wenigen australischen Stätten im Rang eines UNESCO-Weltnatur- und -Weltkulturerbes ist, größtenteils erschlossen. Der Widerspruch zwischen Natur- und Kulturinteressen und Uranabbau führten zu langanhaltenden Spannungen in diesem Gebiet. Diese Auseinandersetzungen führte am Hiroshima-Tag 1980 zu einem Demonstrationsmarsch in Sydney, unterstützt von Movement Against Uranium Mining (MAUM), wo „Keep uranium in the ground“ (deutsch: „Lasst das Uran im Boden“) und „No to nuclear war“ (deutsch: „Nein“ zum Atomkrieg) gefordert wurde. Später im Jahr erklärte die Stadtverordnetenversammlung Sydney in einer übergreifenden Aktion diese Stadt offiziell zur Atomwaffenfreien Zone, zahlreiche weitere Kommunalversammlungen in Australien schlossen sich dieser Kampagne an.
In den 1980er Jahren kritisierten Akademiker, wie Jim Falk, die „deadly connection“ (deutsch: „tödliche Verbindung“) zwischen Uranabbau, atomaren Reaktoren und Atomwaffen und bezeichneten die australische Atompolitik als die Verbindung von „Weiterverbreitung von Massenvernichtungswaffen“ mit der „Plutonium-Ökonomie“.
Am Palmsonntag 1982 nahmen etwa 100.000 Australier an Antiatomkraftdemonstrationen in den größten Städten des Landes teil. Diese Veranstaltungen wuchsen kontinuierlich bis ins Jahr 1985 auf 350.000 Demonstranten an. Diese Bewegung hatte die anhaltende Uranförderung und den -export Australiens im Blick, forderte das Verbot von Atomwaffen, die Entfernung ausländischer Militärbasen auf dem Boden Australiens und einen atomwaffenfreien Pazifik. Meinungsbefragungen ergaben, dass sich die Hälfte der australischen Bevölkerung in Opposition zum Uranabbau und -export befand, wie auch gegen den Aufenthalt von atomar gerüsteten Kriegsschiffen der USA in Australien war. Nach öffentlichen Meinungsumfragen waren 72 % der Bevölkerung der Auffassung, dass Atomwaffen verboten werden müssten und 80 % favorisierten die Bildung einer Welt ohne Atomenergie.
Eine Nuclear Disarmament Party gewann 1984 einen Sitz im australischen Senat, verschwand aber bald von der politischen Bühne. Die ALP-geführten Regierungen von Bob Hawke und Paul Keating (1983–1996) waren „uneasy standoff in the uranium debate“ (deutsch: „beklommen in der Pattsituation der Uran-Diskussion“). Die ALP anerkannte zwar das Gemeinschaftsgefühl gegen den Uranbergbau, war aber zurückhaltend gegen die Bergbauindustrie.
Am Palmsonntag 1986 beteiligten sich 250.000 Personen an Antiatomkraftdemonstrationen in Australien. In Melbourne boykottierte die Gewerkschaft der Seeleute, die Seaman’s Union of Australia, Arbeiten für ausländische atomare Kriegsschiffe.
Australiens einzige Ausbildungsstätte für das Atomenergie-Ingenieurwesen, die frühere School of Nuclear Engineering an der University of New South Wales, schloss in 1986.
In den späten 1980er Jahren fiel der Uranpreis und die Kosten für die Nutzung der Atomkraft stiegen an und es schien so, dass die Antiatomkraftbewegung erfolgreich war und schließlich löste sich die Bewegung gegen Atomenergie in Australien von selbst auf, zwei Jahre nach der Katastrophe von Tschernobyl.
Die Regierungspolitik war gegen die Eröffnung neuer Uranminen bis in die 1990er Jahre, gleichwohl gab es darum gelegentlich öffentliche Diskussionen. Nach einem Protestmarsch in Sydney, Melbourne und Brisbane wurde die Neueröffnung eines Uranabbaus in der Mine Jabiluka 1998 verhindert.
1998 gab es den Plan von Pangea Resources, ein internationales Konsortium, nuklearen Abfall in Western Australia zu deponieren. Dieser Plan sah vor, 20 % des weltweiten Mülls, Kernbrennstoff und nuklearen Waffenmaterials, dort zu lagern. Dieses Konzept wurde „publicly condemned and abandoned“ (deutsch: „öffentlich abgelehnt und aufgegeben“).

### 2000er Jahre
Im Jahr 2000 war die Ranger-Uran-Mine im Northern Territory und die Mine Olympic Dam in South Australia in Betrieb und die Nabarlek-Uran-Mine war geschlossen worden. Eine dritte Uranmine, die Beverley befand sich in Betrieb. Verschiedene fortgeschrittene Planungen für den Uranabbau wie für die Honeymoon-Uran-Mine in South Australia, die Jabiluk-Uran-Mine im Northern Territory und Yeeliree-Uran-Mine in Western Australia waren wegen des politischen Widerstands und wegen der Opposition der Aborigines gestoppt worden.
Im Mai 2000 erfolgte eine Antiatomkraftdemonstration an der Beverley-Uran-Mine durch 100 Protestierende. Zehn der Protestierenden wurden von der Polizei misshandelt und später durch die Regierung von South Australia auf Schadensersatz von AUD $ 700.000 verklagt.
Entsprechend dem Bericht der McClelland Royal Commission musste eine komplette Dekontamination bei Marlalinga im Outback von South Australia wegen der britischen Atombombentests in den 1950er Jahren durchgeführt werden, die mehr als AUD $ 100 Millionen kostete. Darüber gab es lediglich eine Kontroverse über die Methoden und den Erfolg der Maßnahme.
Die Preise von Uran stiegen ab 2003 an und als sich angesichts der Globalen Erwärmung Befürworter der Atomenergie für eine Nutzung aussprachen, zeigte die australische Regierung Interesse. Allerdings verabschiedete der Australische Senat im Juni 2005 einen Antrag gegen die Nutzung von Kernenergie. Daraufhin gab das House of Representatives Standing Committee on Industry and Resources einen Bericht für die Nutzung von Atomenergie in Australien heraus, der positiv Stellung bezog. Gegen Ende von 2006 und zu Beginn von 2007 wurde über Stellungnahmen des Premierministers John Howard berichtet, in denen er die Atomkraft aus Umweltschutzgründen favorisierte.
Angesichts der Fürsprache einer Nutzung von Atomkraft als mögliche Alternative zum Klimawechsel, entgegneten die Gegner der Atomenergie und Wissenschaftler, dass Atomenergie in Australien nicht entscheidend durch andere Energien ersetzt werden kann und dass der Uranabbau selbst einen bedeutenden Ausstoß von Treibhausgasen nach sich zieht. Die Antiatomkraftkampagnen verbreiteten öffentlich Bedenken über mögliche Reaktorenstandorte: Diese Ängste nutzten den Antiatomkraftparteien und dies führte in der Nationalwahl von 2007 zum Erfolg. Die Labor-Regierung von Kevin Rudd wurde im November 2007 gewählt und entschied sich gegen die Nutzung der Atomenergie. Die Antiatomkraftbewegung begann wieder in Australien aktiv zu werden und weitete ihre Opposition gegen die existierenden Uranminen aus, arbeitete gegen die Entwicklung von Atomkraft und kritisierten die Fürsprecher der Lagerung von Atommüll.
Im Oktober 2009 verfolgte die australische Regierung die Planung zur Lagerung von Atommüll im Northern Territory weiter. Jedoch gab es eine Opposition der dortigen indigenen Bevölkerung, der Regierung des Northern Territory und des größten Teils der Bevölkerung dieses Bundeslands. Im November 2009 versammelten sich 100 Protestierende der Antiatomkraftbewegung vor dem Parlamentsgebäude mit einem Sit-in in Alice Springs und forderten die Regierung des Northern Territory nicht der Eröffnung eines Bergwerks des naheliegenden Uranvorkommens zuzustimmen.
Im frühen April 2010 versammelten sich mehr als 200 Umweltschützer und Aborigines in Tennant Creek, um gegen das Atommülllager zu protestieren, das auf der Muckaty Station im Northern Territory aufgebaut wird.
Western Australia hat ein bedeutendes australisches Uranvorkommen, das zwischen 2002 und 2008 einem staatlichen Bann zur Ausbeutung unterlag. Diesen Bann lockerte die Liberal Party als sie an der Macht war und zahlreiche Unternehmen erkundeten diese Lagerstätten. Eines der weltgrößten Bergbauunternehmen, die BHP Billiton, plant das Uranvorkommen bei Yeelirrie 2011 in einem 17 Milliarden Dollar teurem Projekt zu erschließen.
Gegen Ende des Jahres 2010 gab es australische Debatten darüber, ob die Nation Atomkraft als Teil eines Energie-Mix nutzen sollte. Atomkraft scheint „a divisive issue that can arouse deep passions among those for and against“ (deutsch: eine „polarisierende Angelegenheit zu sein, die tiefe Leidenschaft zwischen denjenigen erzeugt, die dafür oder dagegen sind“),
Die 2011 regierende Labor Party von Julia Gillard war gegen den Bau von Atomwaffen, aber andererseits für den Bau einer vierten Uranmine, den die Nationalkonferenz der ALP von 2009 beschloss. Tony Abbott von der Liberal Party of Australia gewann 2013 nach Gillard die Wahl und er sah keine Notwendigkeit auf nukleare Energie zu setzen, sondern setzte auf die großen Kohle- und Gasvorkommen Australiens. Nach einem Machtkampf löste ihn 2015 Malcolm Turnbull ab, der bis zum 23. Mai 2022 regierte. Turnbull verlor die Parlamentswahl in Australien 2022 gegen Anthony Albanese von der Labor Party. Albanese vertritt die Auffassung, dass Australien das CO2-Problem nur durch den Einsatz nuklearer Energie bis 2050 lösen könne, wofür er von nationalen und internationalen Atomkraftgegner heftig kritisiert wurde.

#### Beschluss gegen das Endlager bei Muckaty Station
Juni 2014 erklärte die australische Regierung nicht weiter am Plan des Endlagers bei Muckaty Station festzuhalten. Vorausgegangen war eine Klage gegen das 2007 zwischen Regierung und Ngapa-Clan geschlossene Abkommen zur Errichtung eines Endlagers für Atommüll aus den medizinischen- und Forschungsreaktoren Sydneys. Unter anderem hatte das Northern Land Council dagegen geklagt.

## Atomare Zwischenfälle
Wegen der Umwelt-, Politik-, Wirtschafts-, Sozial- und Kulturprobleme, der Mängel der Atomkraft als Energiequelle und der fehlenden nachhaltigen Energiepolitik werden die Atomkraft und der Uranabbau in Australien abgelehnt. Der gewichtigste Ablehnungsgrund wird allerdings in Weiterverbreitung von nuklearen Massenvernichtungswaffen gesehen. Beispielsweise stellte der Ranger-Bericht fest, dass: „The nuclear power industry is unintentionally contributing to an increased risk of nuclear war. This is the most serious hazard associated with the industry“. (Deutsch: Die Atomindustrie trägt unbeabsichtigterweise zu einem erhöhten Atomkrieg-Risiko bei. Dies ist die größte Gefahr, die mit dieser Industrie verbunden ist.)
Die Gesundheitsrisiken, die mit der Nutzung von atomarer Energie und atomaren Material verbunden sind, spielen eine wichtige Rolle in den australischen Antiatomkraftkampagnen. Dies wurde im Fall der Katastrophe von Tschernobyl deutlich, aber für die Australier spielt die Auseinandersetzung über die Atombombentest in Australien und im Pazifik als lokaler Faktor eine besondere Rolle, der auf eine bekannte Gegnerin der atomaren Nutzung zurückzuführen ist, auf Helen Caldicott, eine medizinische Fachkraft.
Die wirtschaftliche Nutzung nuklearer Energie ist fraglich, weil diese Nutzung für Australien unwirtschaftlich ist, insbesondere da Kohle in Australien im Überfluss vorhanden ist.
Die Atomwirtschaft in Australien hat in den vergangenen 25 Jahren insgesamt 3.700 m³ Atommüll produziert, die an mehr als 100 Orten gelagert sind und jedes Jahr kommen 45 m³ hinzu. Eine nachhaltige Strategie zur Atommülllagerung in Australien besteht nicht.
Aus der Sicht der Antiatomkraftbewegung sind die heutigen Probleme mit der Atomkraft meistens dieselben Probleme wie in den 1970er Jahren. Diese Bewegung trägt vor, dass Atomkraftwerke die Gefahr von Zwischenfällen in sich bergen und es keine Lösung für die langfristige Lagerung von Atommüll gibt. Die Verbreitung von Massenvernichtungswaffen setze sich fort, was nach dem Bau von Kernkraftanlagen und dem erworbenen Expertenwissen im Betreiben von nuklearen Anlagen in Pakistan und Nordkorea zu sehen ist. Die Alternativen zur Atomkraft sind effizienter Energieeinsatz und Erneuerbare Energie, insbesondere der Windkraft, die eine Entwicklung einer Industrie erneuerbarer Energie befördert.

## Öffentliche Meinung
Eine Meinungsumfrage aus dem Jahr 2009, die das Uranium Information Centre durchführte, fand heraus, dass die Australier im Alter von 40 bis 55, die Altersgruppe bilden, die „most trenchantly opposed to nuclear power“ (deutsch: am schärfsten gegen Atomkraft sind). Diese Generation wurde durch den Kalten Krieg, durch die Erfahrungen Antiatombewegung der 1970er Jahre, die nuklearen Katastrophen des Reaktor auf Three Mile Island in den USA in 1979 und die von Tschernobyl in 1986 geprägt. Es ist die Generation, die auch unter dem kulturellen Einfluss von Filmen stand, die gegen die Nutzung von Atomkraft gedreht wurden, wie The China Syndrome und Silkwood und den apokalyptischen Dr. Strangelove. Jüngere Personen sind „less resistant“ (deutsch: weniger resistant) gegen die Vorstellung einer Nutzung von Atomkraft in Australien.
Indigene Landeigentümer sind übereinstimmend gegen den Uranabbau und sagen, dass dies negative Auswirkungen für ihre Gemeinschaft habe.

## Aktive Gruppen
- Anti-Nuclear Alliance of Western Australia[47]
- Australian Conservation Foundation[48]
- Australian Nuclear Free Alliance,[49][50][51] eine von Aborigines geführte Organisation, die die indigene Bevölkerung über die Gefahren der Atomkraftnutzung auf ihrem Land aufklärt.[11]
- Cycle Against the Nuclear Cycle[52]
- EnergyScience[53]
- Friends of the Earth[54]
- Greenpeace Australia Pacific[55]
- Kupa Piti Kungka Tjuta[56]
- Mineral Policy Institute
- Peace Organisation of Australia
- The Australia Institute[57]
- The Sustainable Energy and Anti-Uranium Service Inc.[58]
- The Wilderness Society[59][60]

## Persönlichkeiten
Nachfolgend sind einige prominente australische Persönlichkeiten genannt, die sich öffentlich gegen die Nutzung der Kernenergie gewandt haben:
| - Dorothy Auchterlonie - David Bradbury - Kevin Buzzacott - Helen Caldicott - Joseph Camilleri - Ian Cohen - Mark Diesendorf - Jim Falk - Peter Garrett - Jim Green (activist) - Margaret Holmes - Jacqui Katona - Sandra Kanck | - Ian Lowe - Scott Ludlam - Yvonne Margarula - Dee Margetts - Jillian Marsh - Brian Martin - Kerry Nettle - Nancy Shelley - Jo Vallentine - Patrick White - Stuart White - Bill Williams |